# Lactalbúmina

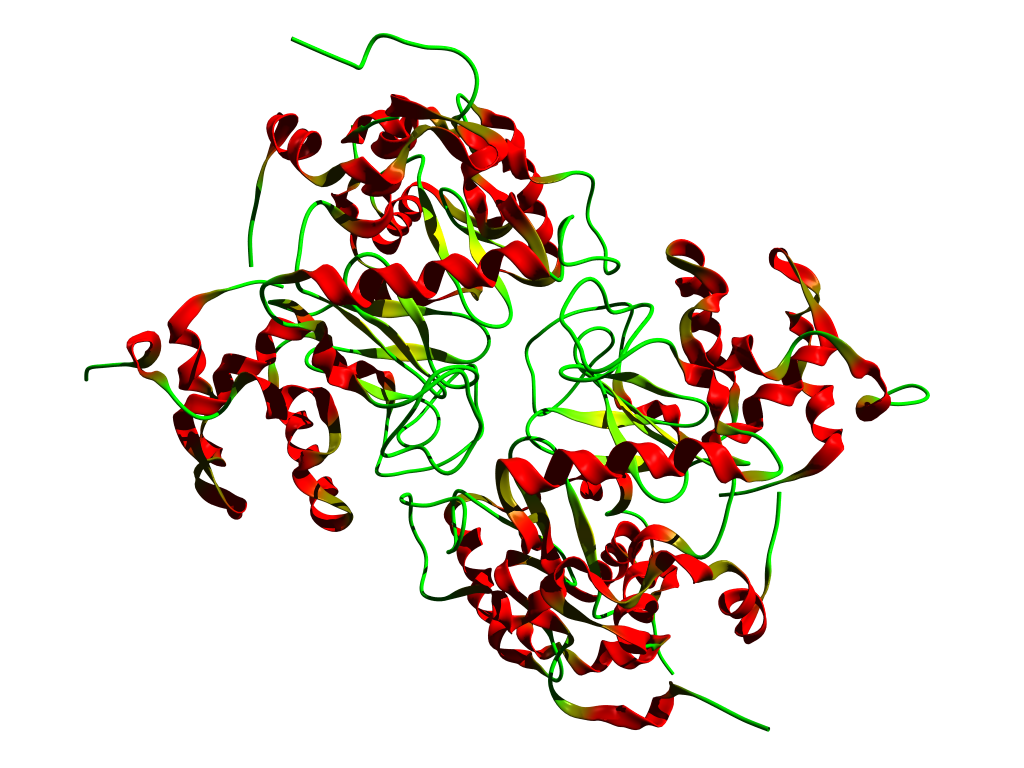
Estructura de la lactoalbúmina según PDB

La α-lactalbúmina es una proteína del suero de la leche que puede encontrarse en la leche de la mayoría de las hembras de los mamíferos, y que tiene como finalidad sintetizar lactosa a través de la regulación de la enzima galactosil transferasa mamaria. Los únicos mamíferos que no contienen esta sustancia en la leche son las focas, las cuales tampoco tienen lactosa en su leche.

## Estructura de la α-lactalbúmina
La α-lactalbúmina se produce como respuesta a procesos hormonales que estimulan la lactación. Después de sintetizarse, la α-lactalbúmina se transfiere al aparato de Golgi, y se une a la galactosil-transferasa.
Se trata de una proteína conformada por una sola cadena polipeptídica (123 aminoácidos). Posee una estructura terciaria compacta y globular, sustentada por cuatro puentes disulfuro, con una zona de hélice α y otra de hojas plegadas β. El punto isoeléctrico oscila en 4,8, y se trata de una proteína ácida.
Contiene en su molécula un ion calcio, vital para mantener la estructura y actividad biológica. Si el calcio se elimina, se genera una estructura denominada molten globule, un estado que se caracteriza por la desnaturalización de la proteína, donde ésta se torna vulnerable al calentamiento.

## Utilización
El lactosuero de quesería es un subproducto que puede procesarse para obtener un concentrado del conjunto de las proteínas, o  fraccionarse para separar las dos más importantes, la α-lactalbúmina, con buenas propiedades espumantes, y la β-lactoglobulina, emulsionante. Esto puede llevarse a cabo aprovechando que cuando se ajusta el  pH del lactosuero a 3,8 y se calienta, la α-lactalbúmina forma un precipitado. Este proceso, que se denomina agregación, es reversible, cuando disminuye la temperatura y el pH retorna a los valores iniciales.